# Чорноморськ (катер)
Чорноморськ  (МК-608, до 1992 року. ПСК-608, до 1997 року. U783, до 2018 року. A783)nbsp;— пасажирський катер, що входить до складу Військово-Збройних Сил України. Був названий на честь обласного міста Іллічівськ (нині — Чорноморськ) в Одеській області. Після анексії в Криму, був під контролем військ Російської Федерації, згодом в кінці березня 2014 року перебазований із Севастополя в Одесу. Перейменований вслід за перейменуванням міста у 2017 році.

## Тактико-технічні характеристики катера
- Стандартна водотоннажність: 75,7 т.
- Повна водотоннажність: 99,7 т.
- Розміри: довжина — 33,3 м, ширина — 5,3 м, осадка — 1,5 м.
- Швидкість повного ходу: 14,5 вузлів.
- Дальність плавання: 840 миль при 10 вузлах.
- Силова установка: 2 дизеля 3Д12А по 300 к.с., 1 вала.
- Радіотехнічне озброєння: навігаційна радіолокаційна станція «Печора-1».
- Пасажиромісткість: 107 чол.
- Екіпаж: 4 чол.

## Історія катера
Морський катер «МК-608» проекту 1430 був побудований на Чорноморському судноремонтному заводі в 1976 році (заводський № 56), увійшов до складу Чорноморського флоту.
31.07.1992 р. був перекласифікований в пасажирський катер і отримав нову назву — «ПСК-608».
01.08.1997 р. катер «ПСК-608» був включений до складу Військово-Морських Сил України, отримав нову назву «Іллічівськ» на честь однойменного українського міста Іллічівськ (нині — місто обласного значення Чорноморськ в Одеській області), з присвоєнням бортового номера «U783».
Пасажирський катер базувався на Стрілецьку бухту в Севастополь.
20.03.2014 р. на катері був спущений прапор Військово-Морських Сил України, і піднятий прапор Військово-Морського Флоту Росії.
29.04.2014 р. пасажирський катер «Іллічівськ» без прапорів розпізнання був поведений російськими буксирами зі Стрілецької бухти Севастополя для передачі його українській стороні за межами 12-мильної зони для його подальшого буксирування в Одесу.
Після перейменування міста Іллічівськ на Чорноморськ у 2017 році, катер отримав назву «Чорноморськ», а в 2018 році змінив реєстраційний номер на A783.